# 觀音一交流道
觀音一交流道位於臺桃園市觀音區，為台66線指標5公里處的交流道，於2003年10月23日通車 ，可通往觀音區與新屋區，往東可至平鎮系統交流道銜接國道一號，鄰近桃園臺地群。
|  | 5 觀音一 |  | 觀音 新屋 |

## 外部連結
- 台66線觀音一交流道示意圖 （页面存档备份，存于）（交通部公路總局）